# 경하
경하(본명: 이경하, 1998년 8월 3일 ~)는 대한민국의 보이그룹 일급비밀의 전 멤버이다.

## 여담
데뷔초 배우 김고은을 닮은 꼴로 화제가 되었다.